# Alexander Varshavsky
Alexander Varshavsky (Mosca, 8 novembre 1946) è un biochimico e insegnante russo naturalizzato statunitense. Insegnante al California Institute of Technology, è lo scopritore della regola N-end dell'ubiquitina.
Nelle sue ricerche, Varshavsky ha fornito un approccio originale per uccidere le cellule tumorali, avanzando l'idea di un dispositivo di destinazione molecolare che potrebbe entrare in una cellula, esaminare le delezioni del DNA specifiche per il cancro e ucciderlo se soddisfa il giusto profilo. Secondo Varshavsky, 
L'approccio, chiamato deletion-specific targeting (DST), impiega HDs (homozygous DNA deletions), eliminazioni del DNA omozigoti, come obiettivi della terapia.
Sempre secondo Varshavsky, 
Inoltre,

## Riconoscimenti
Nel corso della sua carriera, Varshavsky ha ricevuto vari premi per le sue ricerche. Nel 2006, ha vinto il March of Dimes Prize in Developmental Biology e, nel 2007, ha vinto 1 milione di dollari, per aver trovato un approccio originale nell'uccidere cellule tumorali.
| Anno | Premio                                         | Motivo                           |
| ---- | ---------------------------------------------- | -------------------------------- |
| 2000 | Albert Lasker Award for Basic Medical Research | Ubiquitinazione                  |
| 2001 | Premio Wolf per la medicina                    | Ubiquitinazione                  |
| 2001 | Premio Louisa Gross Horwitz                    | Ubiquitinazione                  |
| 2006 | March of Dimes Prize in Developmental Biology  | Uccisione delle cellule tumorali |
| 2007 | Gotham Prize                                   | Uccisione delle cellule tumorali |
| 2012 | King Faisal International Prize                |                                  |